# Texans de Houston
Stade
Maillots
Les Texans de Houston (en anglais : Houston Texans) sont une franchise de football américain de la National Football League (NFL), basée à Houston, au Texas. Elle est membre de la division AFC South de l'American Football Conference (AFC) depuis sa création.
Fondée en 2002, à partir de la draft d'expansion 2002 de la NFL, par le riche homme d'affaires Bob McNair (qui en est toujours le propriétaire), il s'agit de la 32e et dernière franchise inscrite en NFL. Elle est la seconde du Texas avec les Cowboys de Dallas.
Les Texans n'ont pas encore disputé de Super Bowl.
En 2011, avec 10 victoires, ils décrochent leur premier titre de champion de la division AFC South et participent ainsi à leurs première série éliminatoire (play-offs).

## Palmarès
- Champion de division :
  - AFC South (8) : 2011, 2012, 2015, 2016, 2018, 2019, 2023 et 2024

## Origines
La fondation des Texans de Houston date de 2002. Le projet prend racine en 1997. En effet, cette année-là, la franchise des Oilers de Houston (fondée en 1960) est délocalisée par son propriétaire Bud Adams à Nashville dans le Tennessee et change de nom pour devenir les Titans du Tennessee. Cette délocalisation prive la ville de Houston de toute équipe de football américain.
L'échec de la création d'une franchise de hockey au sein de la Ligue nationale de hockey (NHL), la présence du quatrième marché médiatique d'Amérique du Nord et surtout la délocalisation controversée des Browns de Cleveland à Baltimore rendent la création d'une nouvelle équipe possible à court terme. En effet, les Browns restent à Cleveland et la délocalisation de la franchise par leur propriétaire entraîne la création d'une nouvelle équipe, les Ravens de Baltimore. Ceux-ci devenant la 31e équipe de la NFL, la création d'une 32e franchise à court terme devient évidente. Celle-ci est annoncée en 1998.
Houston se porte candidate mais ne semble pas la mieux placée face à Toronto et surtout Los Angeles. Cette dernière est la plus grande ville américaine et le second marché médiatique nord-américain à n'avoir plus aucune franchise NFL depuis la délocalisation des Raiders de Los Angeles à Oakland en 1994. Un vote favorable des propriétaires de la NFL (29 à 2) accorde dans un premier temps la création de la 32e franchise à Los Angeles en septembre 1999. Cependant, les difficultés rencontrées pour la création d'un nouveau stade à Los Angeles ouvrent la voie à une nouvelle négociation. L'offre de 700 millions de dollars de Bob McNair pour accorder la franchise à Houston se révèle supérieure aux offres proposées par les différents projets californiens. Le 6 octobre 1999, un nouveau vote (29 à 0) accorde la franchise à Houston.
L'année suivante, en 2000, est lancée la création d'un nouveau stade, le Reliant Stadium. En septembre de la même année, l'équipe est baptisée du nom de Texans. Un staff est formé entre 2000 et 2001 pour que l'équipe soit prête à jouer en NFL en 2002. Le premier match de l'équipe est disputé le 5 août 2002 contre les Giants de New York à Canton dans l'Ohio, devant 22 461 spectateurs à l'occasion du Pro Football Hall of Fame Game, traditionnel premier match de présaison régulière

## Histoire

### Saison 2002 à 2005

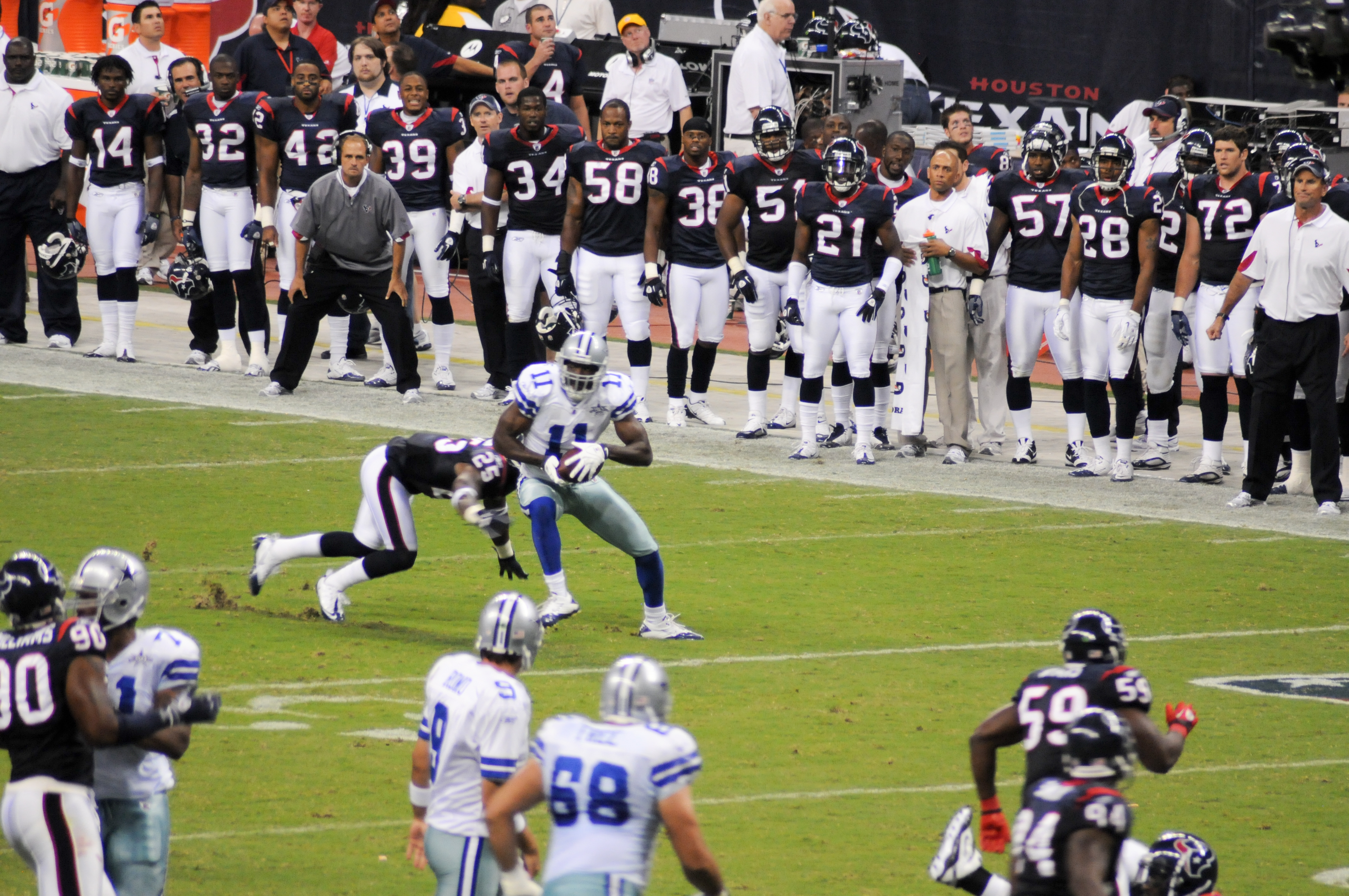
Les Texans de Houston au cours d'un match contre leur voisin, les Cowboys de Dallas au cours de l'avant-saison 2010

L'équipe, entraînée par Dom Capers, fait ses débuts NFL le 8 septembre 2002 en affrontant ses voisins et futurs rivaux, les Cowboys de Dallas. Le quarterback, David Carr, lors du 3e jeu, lance le ballon vers Billy Miller qui, après l'avoir réceptionné, inscrit le premier touchdown et les premiers points de la franchise. Ce premier match est réussi puisque les Texans l'emportent 19 à 10. Ils deviennent la seconde nouvelle franchise à gagner son tout premier match NFL après les Vikings du Minnesota en 1961. Après 5 défaites consécutives, la victoire sur les Jaguars de Jacksonville devient la première victoire à l'extérieur.
L'équipe finit sa saison inaugurale à la dernière place de sa division avec un bilan négatif de 4 victoires pour 12 défaites.
Les deux saisons suivantes sont tout aussi difficiles. Celle de 2003 ne montre aucun réel progrès et les fans commencent à douter. Cependant, en 2004, après des débuts difficiles, les Texans sont en passe d'intégrer les play-offs. À l'occasion de leur dernier match de la saison, il leur reste à affronter les Browns de Cleveland, équipe déjà éliminée. Les Texans perdent 14 à 22. Ils terminent finalement 3e de leur division ce qui met un terme à leur saison. C'est cependant la seule saison jusqu'en 2008, où ils ne terminent pas dernier de leur division. Cette de 2005, avec un bilan négatif de 2-14, se révèle la pire de la franchise (avec celle à venir de 2013). Les fans réclament le licenciement de l'entraîneur et celui-ci est remplacé ainsi que son staff en fin de la saison. Rick Smith devient le nouveau manager général, Gary Kubiak (précédemment coordinateur offensif des Broncos de Denver et natif de Houston) remplace Dom Capers au poste d'entraîneur principal.

### Saisons 2006 à 2010
Grâce à leur saison précédente catastrophique, les Texans bénéficient du premier choix de la draft 2006 et ils ont ainsi l'opportunité de recruter Reggie Bush, un des meilleurs joueurs universitaires issu des Trojans de l'USC. Les fans préfèreraient que la franchise sélectionne Vince Young des Longhorns du Texas, cette équipe ayant battu celle de Reggie Bush à l'occasion du Rose Bowl 2006. La franchise va surprendre les experts et les fans puisqu'elle sélectionne en tout premier choix le defensive end Mario Williams du Wolfpack de North Carolina State. Ce choix est alors considéré par beaucoup comme le pire choix de l'histoire des drafts de la NFL, comparé souvent à l'opportunité ratée par les Trail Blazers de Portland de recruter Michael Jordan en 1984 en NBA.
La saison 2006 est celle des occasions manquées avec des défaites concédées en fin de match à la suite de faiblesses défensives. David Carr quitte l'équipe en fin de saison. Il est remplacé par Matt Schaub acquis aux Falcons d'Atlanta.
En 2009, l'équipe termine la saison pour la première fois de son histoire avec un bilan positif. Elle décroche la deuxième place de sa division.

### Saison 2011

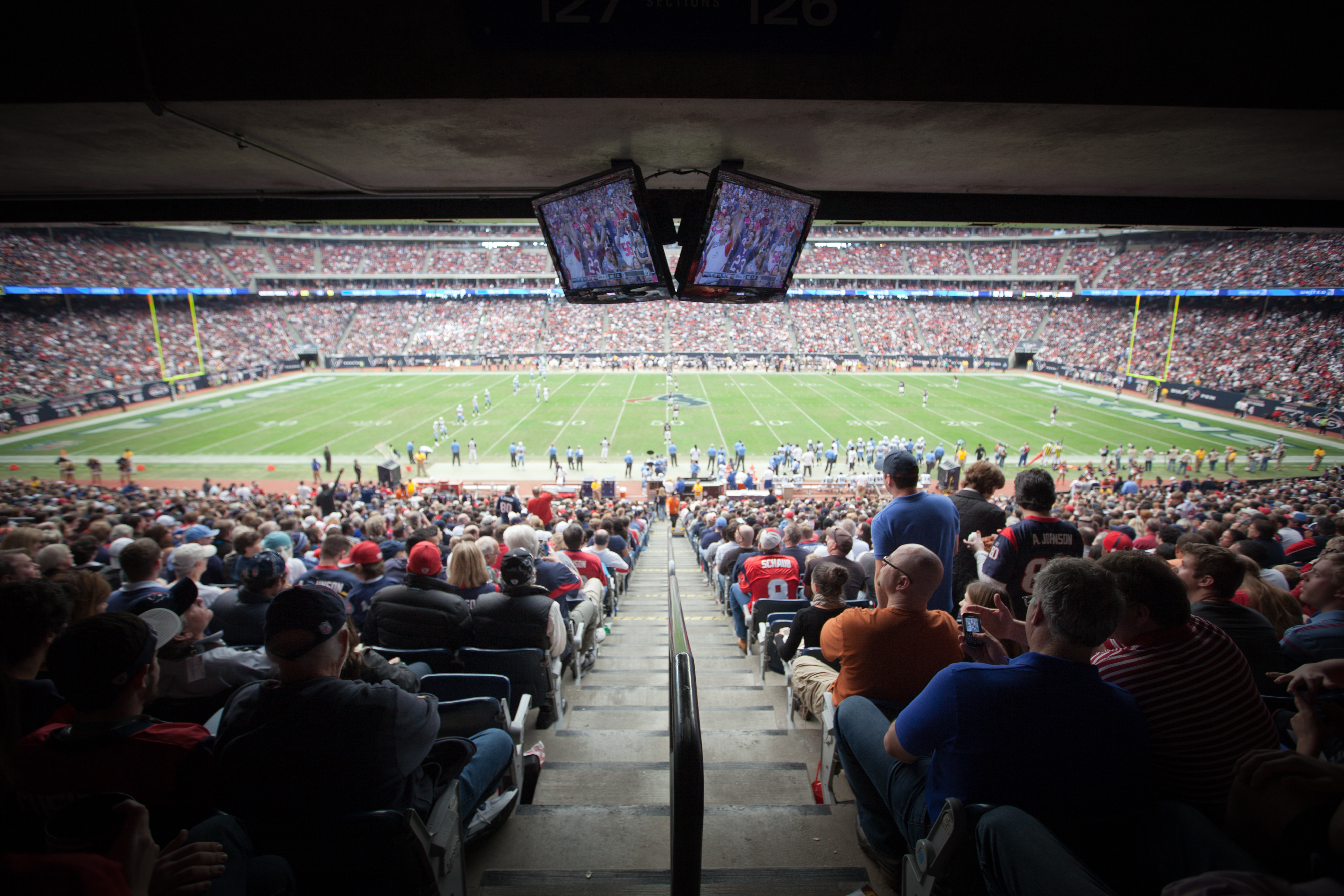
Les Texans au NRG Stadium

En 2011, l'équipe enregistre son meilleur bilan en saison grâce à 10 victoires (dont 7 consécutives) pour 6 défaites. Cette série lui permet de décrocher pour la première fois le titre de la division sud de l'AFC, grâce notamment à la victoire sur les Bengals de Cincinnati 20 à 19 le 11 décembre 2011. Ils accèdent ainsi pour la première fois aux play-offs. Le 7 janvier 2012, à l'occasion du match de wild card, ils battent à nouveau les Bengals 31 à 10 et se qualifient pour le tour de division de l'AFC. Ils s'y inclinent 13 à 20 contre les Ravens de Baltimore.

### Saison 2012
Les Texans affichent 11 victoires en 12 matchs mais baissent de régime après la blessure de Matt Schaub au dos. Ils terminent la saison avec un bilan de 12-4 et remportent à nouveau le titre de la division Sud de l'AFC. Ils sont battus en séries éliminatoires par les Patriots de Tom Brady sur le score de 41 à 28.

### Saison 2013
Les Texans commencent la saison avec 2 victoires mais elles sont les seules puisqu'ils connaissent ensuite 14 défaites consécutives. L'équipe termine dernière de la NFL. Pour les supporters comme pour les spécialistes, le responsable principal de cette débâcle est le quarterback Matt Schaub. Il avait d’ailleurs commencé sa saison par une première passe interceptée. En cours de saison, il bat un record NFL en lançant un pick-6 lors de 4 matchs consécutifs.
Case Keenum est désigné titulaire au poste de quarterback pour plusieurs match mais ne gagne aucun match. Il devient le second joueur de l’histoire de la NFL à concéder 200 yards à la suite de moins de vingt sacks. Schaub reprend finalement la place de titulaire en fin de saison.

## Le nom
Le nom des Oilers de Houston, ancienne équipe NFL présente à Houston, étant retiré en 1999 par le propriétaire des Titans du Tennessee, l'équipe doit en trouver un nouveau.
Au cours de l'année 2000, une consultation populaire est lancée. En mars, cinq noms sont retenus et proposés au public : Bobcats, Stallions, Texans, Toros et Apollos. C'est finalement le nom de Texans qui est retenu en septembre 2000. Cependant, ce nom a déjà utilisé par une éphémère franchise évoluant en World Football League en 1974. Une autre franchise NFL, les Texans de Dallas, a également utilisé ce nom lorsqu'elle est créée en 1960 à Dallas et ce jusqu'à son déménagement à Kansas City où elle est rebaptisée Chiefs de Kansas City. Le propriétaire, Bob McNair a donc du trouver un arrangement avec Lamar Hunt, propriétaire des Chiefs, pour pouvoir utiliser le nom de Texans toujours détenu sous licence.

## Logo

Logo des Texans depuis 2000

Le logo des Texans est présenté pour la première fois en 2000 lors du baptême officiel de l'équipe. Son président, Bob McNair, le décrit en associant trois couleurs : « un bleu acier intense, un rouge combattant et le blanc de la Liberté ». Le logo est la représentation abstraite d'une tête de taureau dont les couleurs représentent le drapeau du Texas. Toros est d'ailleurs le surnom de l'équipe et de sa mascotte. Il s'agissait aussi d'un des cinq noms proposés pour le baptême de la franchise. L'œil du taureau est symbolisé par une étoile blanche à cinq branches qui représentent la fierté, le courage, la force, la tradition et l'indépendance. L'étoile du drapeau du Texas représente elle, à la fois son nom (« the lone star state », (étoile unique de l'État) et son histoire (le Texas a été une république indépendante entre sa sécession du Mexique en 1836 et son adhésion comme 28e État des États-Unis en 1845).

## Stade
Le NRG Stadium Stadium (anciennement Reliant Stadium), créée en 2001 est le stade de 69 500 places où évolue l'équipe depuis sa création.

## Rivalités
La relative jeunesse de la franchise explique qu'elle n'entretient pas de rivalité historique particulière. Toutefois, les Titans du Tennessee, anciennement dénommés les Oilers de Houston, sont considérés par les fans comme des rivaux naturels.
Les Jaguars de Jacksonville contre qui les Texans ont un palmarès positif dans la division AFC South, ainsi que les Colts d'Indianapolis que les Texans n'ont jamais vaincu dans l'Indiana, sont aussi considérés comme des rivaux.
Enfin, les Bengals de Cincinnati, que les Texans ont vaincu deux fois consécutivement en séries éliminatoires, peuvent à terme devenir des rivaux historiques.

## Organigramme

### Direction
- Propriétaires : Cal McNair (en) a succédé le 26 mars 2024 au fondateur et propriétaire historique de la franchise, son père Bob McNair
- Président : Jamey Rootes
- CEO : Cal McNair (en)
- Manager général : Nick Caserio

### Staff
- Entraîneur principal : DeMeco Ryans (depuis 2023)
- Adjoint de l'entraîneur principal : Danny Barrett
- Coordinateur offensif : Bobby Slowik
- Coordinateur défensif: Matt Burke
- Coordinateur des équipes spéciales : Frank Ross

## Bilan saison par saison

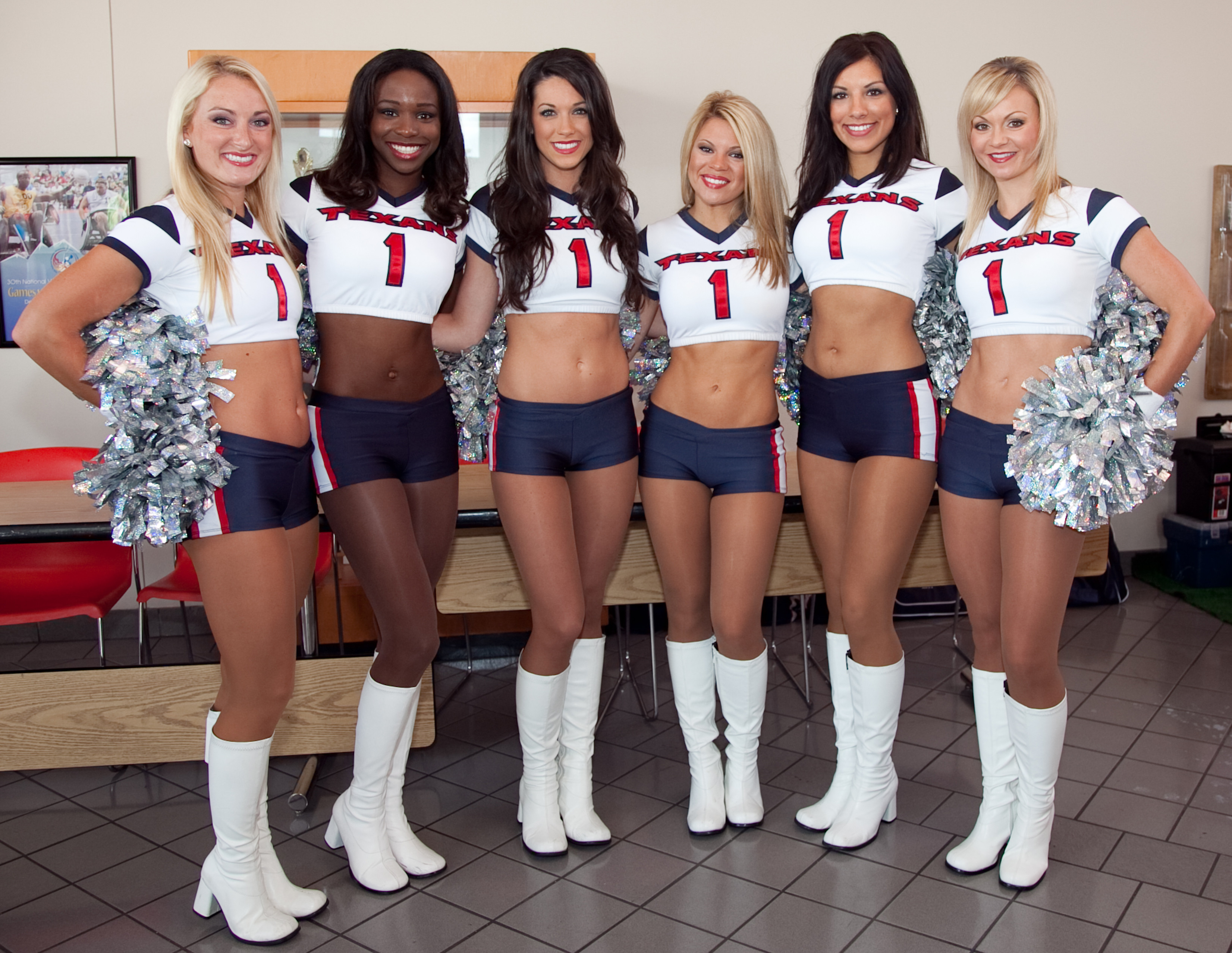
Les Pom-pom girls (cheerleaders) des Texans de Houston (août 2010).

| Saison | Vic.                                                      | Déf.                                                      | Nuls                                                      | Classement                                                       | Séries éliminatoires |
| ------ | --------------------------------------------------------- | --------------------------------------------------------- | --------------------------------------------------------- | ---------------------------------------------------------------- | --- |
| 2002   | 04                                                        | 12                                                        | 0                                                         | 4e AFC South                                                     | -- |
| 2003   | 05                                                        | 11                                                        | 0                                                         | 4e AFC South                                                     | -- |
| 2004   | 07                                                        | 09                                                        | 0                                                         | 3e AFC South                                                     | -- |
| 2005   | 02                                                        | 14                                                        | 0                                                         | 4e AFC South                                                     | -- |
| 2006   | 06                                                        | 10                                                        | 0                                                         | 4e AFC South                                                     | -- |
| 2007   | 08                                                        | 08                                                        | 0                                                         | 4e AFC South                                                     | -- |
| 2008   | 08                                                        | 08                                                        | 0                                                         | 3e AFC South                                                     | -- |
| 2009   | 09                                                        | 07                                                        | 0                                                         | 2e AFC South                                                     | -- |
| 2010   | 06                                                        | 10                                                        | 0                                                         | 3e AFC South                                                     | -- |
| 2011   | 10                                                        | 06                                                        | 0                                                         | 1er AFC South                                                    | Victoire en tour de wild card (Bengals de Cincinnati) 31–10 Défaite en tour de division) (Ravens de Baltimore) 20-13               |
| 2012   | 12                                                        | 04                                                        | 0                                                         | 1er AFC South                                                    | Victoire en tour de wild card (Bengals de Cincinnati) 19–13 Défaite en tour de division (Patriots de la Nouvelle-Angleterre) 41-28 |
| 2013   | 02                                                        | 14                                                        | 0                                                         | 4e AFC South                                                     | -- |
| 2014   | 09                                                        | 07                                                        | 0                                                         | 2e AFC South                                                     | -- |
| 2015   | 09                                                        | 07                                                        | 0                                                         | 1er AFC South                                                    | Défaite en tour de wild card (Chiefs de Kansas City) 30-0                                                                          |
| 2016   | 09                                                        | 07                                                        | 0                                                         | 1er AFC South                                                    | Victoire en tour de wild card (Raiders d'Oakland) 27–14 Défaite en tour de division (Patriots de la Nouvelle-Angleterre) 16-34     |
| 2017   | 04                                                        | 12                                                        | 0                                                         | 4e AFC South                                                     | -- |
| 2018   | 11                                                        | 05                                                        | 0                                                         | 1er AFC South                                                    | Défaite en tour de wild card (Colts d'Indianapolis) 21-7                                                                           |
| 2019   | 10                                                        | 06                                                        | 0                                                         | 1er AFC South                                                    | Victoire en tour de wild card (Bills de Buffalo) 22ET19 Défaite en tour de division (@Chiefs de Kansas City) 31-51                 |
| 2020   | 04                                                        | 12                                                        | 0                                                         | 3e AFC South                                                     | -- |
| 2021   | 04                                                        | 13                                                        | 0                                                         | 3e AFC South                                                     | -- |
| 2022   | 03                                                        | 13                                                        | 1                                                         | 4e AFC South                                                     | -- |
| 2023   | 10                                                        | 07                                                        | 0                                                         | 1er AFC South                                                    | Victoire en tour de wild card (Browns de Cleveland) 45–14 Défaite en tour de division (@ Ravens de Baltimore) 10-34                |
| 2024   | 10                                                        | 7                                                         | 0                                                         | 1er AFC South                                                    | Victoire en tour de wild card (Chargers de Los Angeles) 32–12 Défaite en tour de division (@ Chiefs de Kansas City ) 14-23         |
| 2025   | Ne rien indiquer avant la fin complète de la saison 2025. | Ne rien indiquer avant la fin complète de la saison 2025. | Ne rien indiquer avant la fin complète de la saison 2025. | Ne rien indiquer avant la fin complète de la saison 2025.        | Ne rien indiquer avant la fin complète de la saison 2025.                                                                          |
| Totaux | 162                                                       | 209                                                       | 1                                                         | Saisons régulières (8 titres de division, 0 titre de conférence) | Saisons régulières (8 titres de division, 0 titre de conférence)                                                                   |
| Totaux | 6                                                         | 8                                                         | -                                                         | Séries éliminatoires (0 Super Bowl)                              | Séries éliminatoires (0 Super Bowl)                                                                                                |
| Totaux | 168                                                       | 217                                                       | 1                                                         | Saisons régulières + séries éliminatoires                        | Saisons régulières + séries éliminatoires                                                                                          |

## Statistiques
À la fin de la saison 2019, les Texans présentent un bilan global négatif sur 18 ans de 131 victoires pour 157 défaites.
La saison 2012 est à ce jour leur meilleure saison avec un bilan annuel de 12 victoires pour 4 défaites en saison régulière.
À l'inverse, les saisons 2005 et 2013 ont été les pires de la jeune histoire du club avec 2 victoires pour 14 défaites.
En tant que membre de la division sud de l'AFC, les Texans sont opposés chaque année à deux reprises (matchs aller et retour) à chacune des trois autres équipes de leur division :
- les Titans du Tennessee ;
- les Colts d'Indianapolis ;
- les Jaguars de Jacksonville.

Ils présentent un bilan de 51 victoires pour 49 défaites contre ces équipes. Contre les Colts et les Titans, ils présentent un bilan négatif respectivement avec 9 victoires pour 27 défaites et 17 victoires pour 19 défaites. Leur seul bilan positif est contre les Jaguars avec 23 victoires pour 3 défaites.
Les Bears de Chicago sont la seule équipe NFL à n'avoir jamais battu les Texans (4-0). À l'inverse, les Texans ont toujours connu la défaite face aux Eagles de Philadelphie (0-5) et aux Vikings du Minnesota (0-5).